# Сельское поселение «Село Макарово»
Сельское поселение «Село Макарово» — муниципальное образование в составе Перемышльского района Калужской области России.
Центр — село Макарово.

## Паспорт поселения
Площадь территории сельского поселения «Село Макарово» составляет всего — 91,45 км², из них занятых сельскохозяйственными угодьями — 46,6 км², занятые землями лесного фонда — 33,47 км², землями населённых пунктов — 10,99 км².
Протяжённость автодорог сельского поселения 17,5 км, из которых с твёрдым покрытием 2,6 км.
По состоянию на 2014 год в поселении насчитывалось 172 домохозяйства.

## Население
| 2010 | 2012 | 2013 | 2014 | 2015 | 2016 | 2017 |
| ---- | ---- | ---- | ---- | ---- | ---- | ---- |
| 483  | ↘460 | ↘451 | ↘428 | ↗435 | ↘417 | ↘413 |
| 2018 | 2019 | 2020 | 2021 |      |      |      |
| ↘405 | ↗407 | ↘402 | ↗504 |      |      |      |

## Состав
В поселение входят 14 населённых мест:
| №  | Населённый пункт | Тип населённого пункта       | Население |
| -- | ---------------- | ---------------------------- | --------- |
| 1  | Макарово         | село, административный центр | ↘357      |
| 2  | Басово           | деревня                      | ↗10       |
| 3  | Брагино          | деревня                      | ↗29       |
| 4  | Гулево           | деревня                      | ↗36       |
| 5  | Забелино         | деревня                      | ↘19       |
| 6  | Зенилово         | деревня                      | ↘5        |
| 7  | Истомино         | деревня                      | ↘3        |
| 8  | Карауловка       | деревня                      | ↗6        |
| 9  | Муратовка        | деревня                      | ↗2        |
| 10 | Никольское       | деревня                      | ↘0        |
| 11 | Новоселки        | деревня                      | ↗2        |
| 12 | Оберегаевка      | деревня                      | ↘0        |
| 13 | Темерево         | деревня                      | ↗10       |
| 14 | Шильниково       | деревня                      | ↘4        |